# Васильев, Александр Николаевич (хоккеист)
Александр Николаевич Васильев (род. 29 апреля 1964, Ангарск, Иркутская область) — советский и украинский хоккеист, вратарь. Тренер.

## Биография
Воспитанник ангарского «Ермака». В 1981 году переехал в Киев, сезон 1981/82 отыграл в команде второй лиги «Машиностроитель»; в концовке провёл два матча за «Сокол» в высшей лиге. Сезон 1982/83 отыграл в молодёжном составе «Сокола». В следующем сезоне провёл три матча в чемпионате, будучи третьим вратарём после Юрия Шундрова и Константина Гаврилова. Два сезона былвторым вратарём после Шундрова, сезон 1986/87 отыграл в команде первой лиги ШВСМ, уступив второй номер Евгению Брулю. В сезоне 1987/88 провёл 18 матчей. Следующий сезон начал в «Динамо» Харьков, затем перешёл в тольяттинскую «Ладу», где провёл 1,5 сезона.
До 1997 года в профессиональных соревнованиях не участвовал, затем играл за клубы «Сокол» (1997/98 — 1999/2000, 2003/04),
«Сокол-2» (1998/99), «Дунаферр» (Венгрия, 2000/01),
"Меркуря-Чук' (Румыния, 2000/01 — 2001/02).
Работал тренером вратарей в молодёжной сборной Украины (2004/05),
ХК «Бегород» (2005/06 — 2008/09), «Соколе» (2009/10 — 2010/11), «Капитане» Ступино (2011/12), «Беркуте» Киев (2012/13), сборной Украины (2012/13). Тренер в клубах «Буран» Воронеж (2014/15), «Неман» Гродно (2015/16). Тренер вратарей в «Кривбассе» (2016/17), «Днепре» Херсон (2018/19 — 2020/21, 2021/22).
Сын Никита (род. 1990) — хоккеист.